# Threskiornis melanocephalus
L'ibis testanera (Threskiornis melanocephalus (Latham, 1790)) è un uccello della famiglia Threskiornithidae, diffuso nell'Asia sud-orientale.

## Descrizione
Questo uccello raggiunge la lunghezza di 65–76 cm. Il piumaggio è prevalentemente biancastro, con aree grigiastre sulle penne copritrici. La testa, il collo e le zampe sono nere.

## Biologia

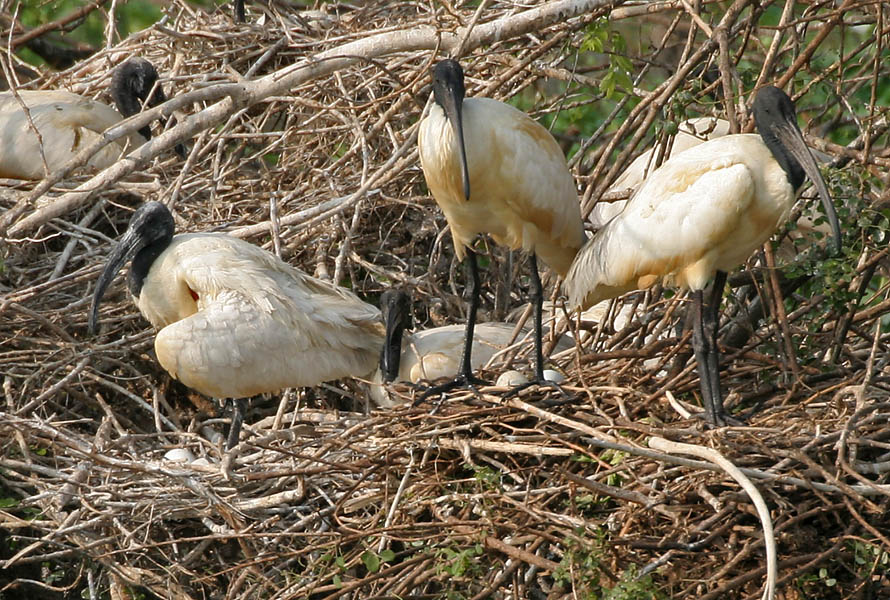
Sito di nidificazione in Andhra Pradesh, India.

### Alimentazione
Si nutre di rane, girini, lumache, vermi, adulti e larve di insetti, pesci e crostacei.

### Riproduzione
La stagione riproduttiva varia in rapporto all'andamento stagionale dei monsoni e va da giugno ad ottobre nell'India settentrionale, da novembre a marzo nell'India meridionale e a Sri Lanka.

## Distribuzione e habitat
Questa specie nidifica in Pakistan (regione del delta dell'Indo), Nepal, India, Sri Lanka, Vietnam, Cambogia e nella penisola malese. È inoltre segnalato come visitatore non nidificante in Bangladesh, Myanmar, Thailandia, Laos, Cina (Heilongjiang, Sichuan e Yunnan), Hong Kong, Giappone, Filippine meridionali, Indonesia (Sumatra e Borneo settentrionale).
Popola paludi, aree soggette a inondazioni stagionali, sponde di fiumi e laghi, risaie.

## Conservazione
La IUCN Red List classifica Threskiornis melanocephalus come specie prossima alla minaccia di estinzione (Near Threatened).